# Hanibal Lucić

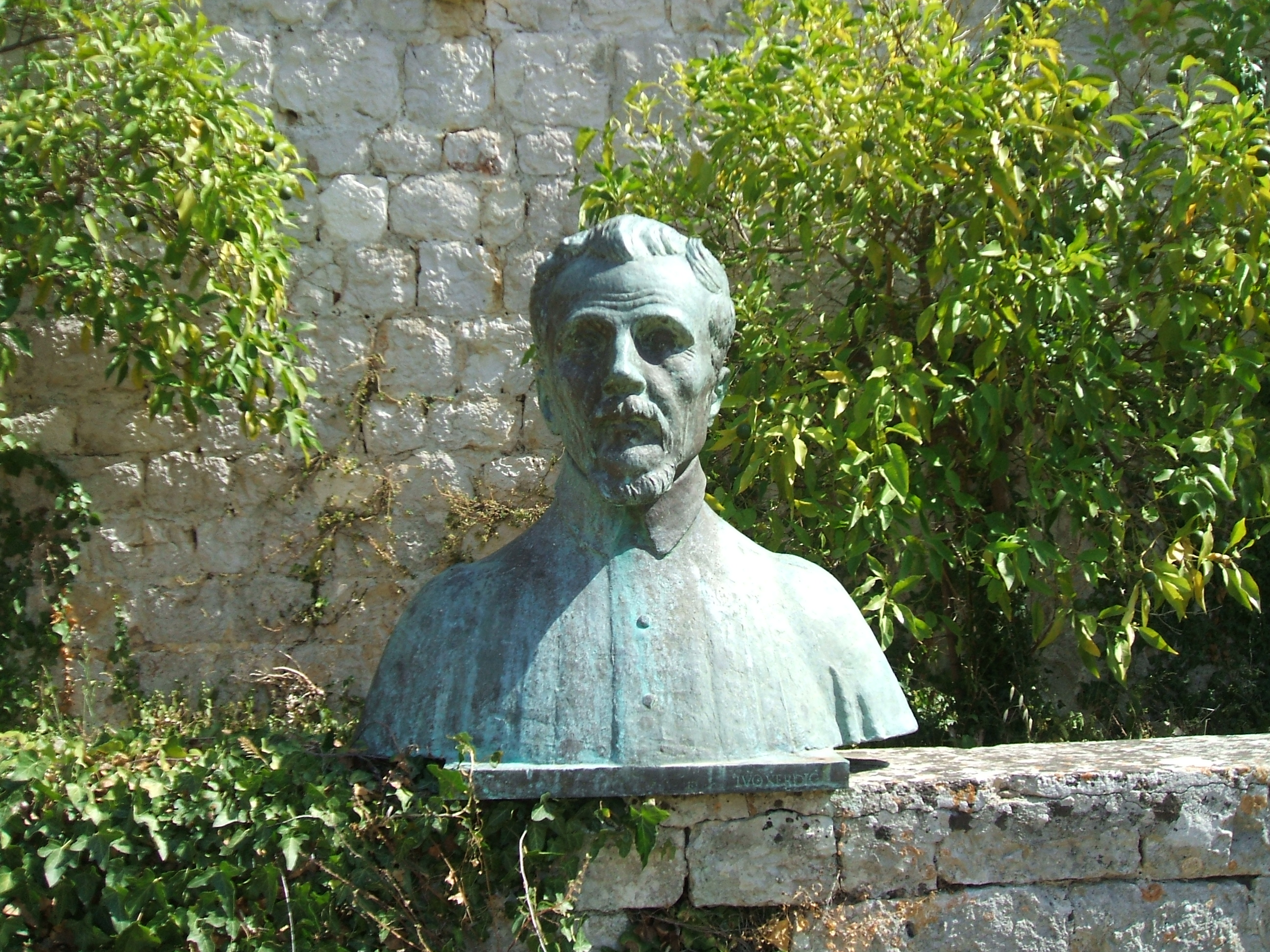
Büste von Lucić in seiner ehemaligen Sommerresidenz

Hanibal Lucić (* um 1485 in Hvar; † 14. Dezember 1553 in Venedig) war ein kroatischer Schriftsteller der Renaissance.

## Leben und Werk
Der Sohn wohlhabender und entsprechend einflussreicher Eltern war als Richter und Rechtsanwalt tätig und verbrachte die meiste Zeit seines Lebens auf seiner Heimatinsel Hvar. Ein Großteil seiner Werke (vor allem der frühen) ist nicht erhalten, da er sie verwarf und vernichtete.
Das bekannteste und am weitesten rezipierte Werk von Lucić ist Robinja (Die Sklavin), das erste weltliche Schauspiel in der kroatischen Literatur überhaupt. Es wurde, zusammen mit Versen Lucićs, 1556 in Venedig veröffentlicht, also erst nach seinem Tod, erlebte jedoch in den folgenden Jahrhunderten etliche Ausgaben. Im Mittelpunkt dieses eher „handlungsarmen“ und streckenweise „weitschweifigen“ Liebesdramas stehen der Aristokrat Derenčin und eine in Budapest von Türken geraubte Schöne, die er auf dem Sklavenmarkt von Dubrovnik trifft. Am Ende wird sie seine Braut. Auch in seinen Liedern kreiste Lucić vorwiegend um das Thema Liebe. In allen Werken Lucićs vereinten sich italienische Einflüsse (Francesco Petrarca, Pietro Bembo) mit seiner Leidenschaft für die Alltagssprache kroatischer Bauern und Schafhirten. Sie hinderte ihn freilich nicht daran, seine in den Jahren 1510–1514 gegen die venezianischen Beherrscher Hvars rebellierenden Landsleute einen „Haufen von Dummköpfen“ zu nennen.
In der Stadt Hvar steht auf dem Patz vor dem Benediktinerkloster eine aus weißem Sandstein geschlagene Skulptur zu Ehren des Dichters. Er ist in kniender Haltung mit einem Buch auf einem Lesepult dargestellt. Im ehemaligen Wohnkomplex von Lucić wurde 1660 das Kloster eröffnet und im 19. Jahrhundert darin das Museum der Agavenspitzen. Das Museum trägt den Namen Muzej Hanibal Lucić.